# 岐阜県道204号穂積巣南線
岐阜県道204号穂積巣南線（ぎふけんどう204ごう ほづみすなみせん）は、岐阜県瑞穂市内の一般県道である。

## 概要
瑞穂市の旧穂積町域と旧巣南町域を結ぶ。途中犀川を十九条橋で渡る。
十九条橋は狭く1車線であったが、2010年代前半の犀川の河川改修の際に歩道付きの2車線となった。

### 路線データ
- 起点：岐阜県瑞穂市十九条（十九条交差点＝岐阜県道171号美江寺西結線交点）
- 終点：岐阜県瑞穂市古橋（古橋外浦交差点＝岐阜県道156号曽井中島美江寺大垣線交点）
- 路線延長：1,398.4 m

## 地理

### 通過する自治体
- 岐阜県
  - 瑞穂市

### 交差する道路
- 岐阜県道171号美江寺西結線（瑞穂市）
- 岐阜県道156号曽井中島美江寺大垣線（瑞穂市）

### 沿線
- 樽見鉄道樽見線 十九条駅